# Église Saint-Pierre de Fléac-sur-Seugne
L'église paroissiale Saint-Pierre de Fléac-sur-Seugne, se dresse au centre de la ville éponyme. Elle date, dans ses parties les plus anciennes, du XVe siècle. Le bâtiment est classé monument historique depuis 1904.

## Historique
Une église devait exister au XIIe siècle.
La majorité de l'église date de la seconde moitié du XVe siècle avec le blason des Polignac, deux lions sur le portail, qui furent seigneur de Polignac et Fléac au XVe siècle.
Le clocher, du XVIe siècle est en dôme couvert d'écailles et est surmonté d'un lanternon.

## Description
Elle se compose d'un portail Renaissance avec ses deux colonnes torses surmontées d'un lion.
La nef est à trois travées et surmonté d'une voûte ogivale en pierre la clef est décorée. Le baptistère dans le mur nord est illuminé par une ouverture tréflée.
Le transept gauche est avec une voûte en ogive dont le centre est troué pour accéder aux cloches.
L'abside carré se termine par un chevet plat avec trois fenêtres dont une à meneaux.
Les vitraux sont de l'atelier Charlemagne de Toulouse et représentent la Pentecôte, l'Ascension, l'adoration des bergers et la vocation de Pierre.

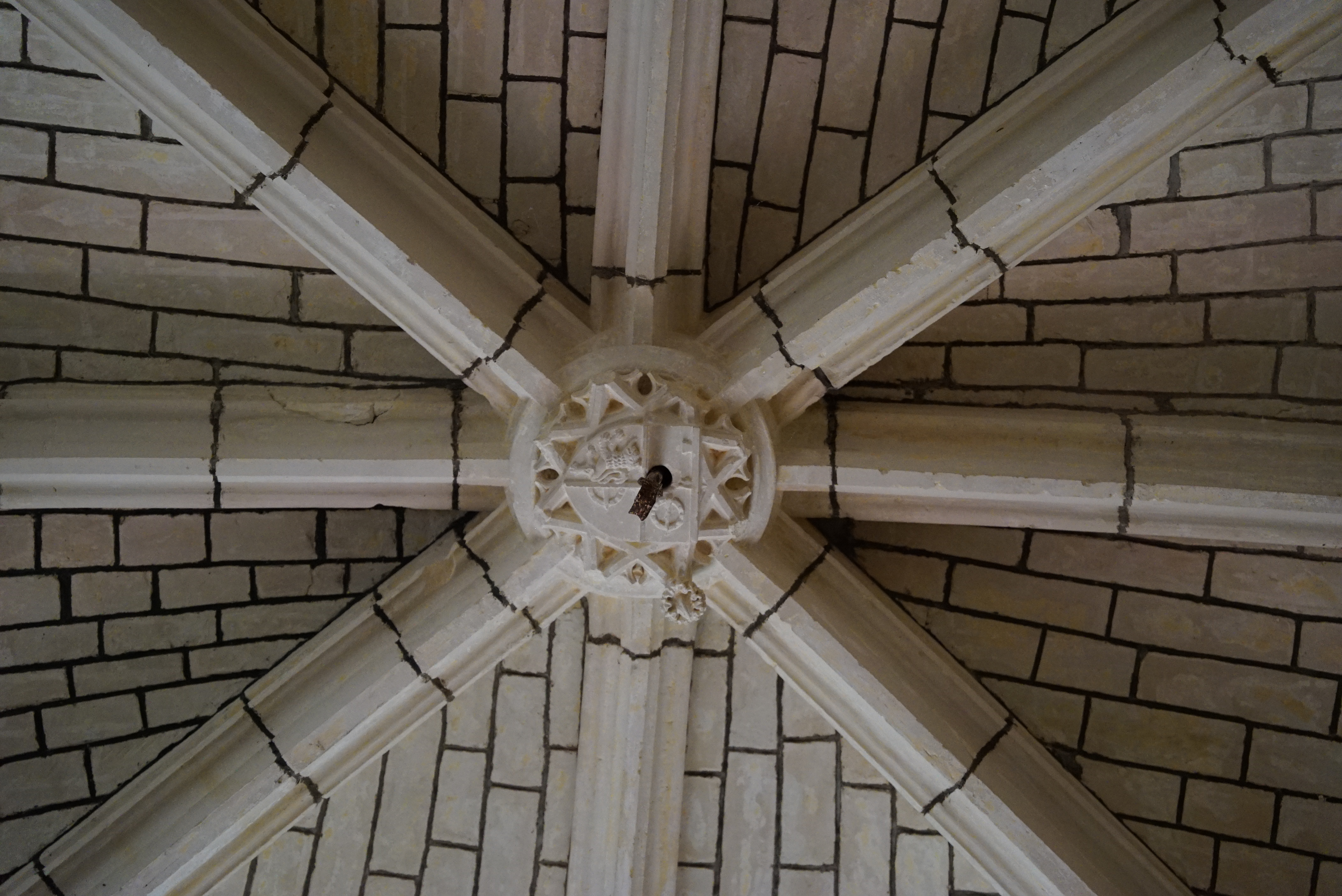
Clef de la voûte.
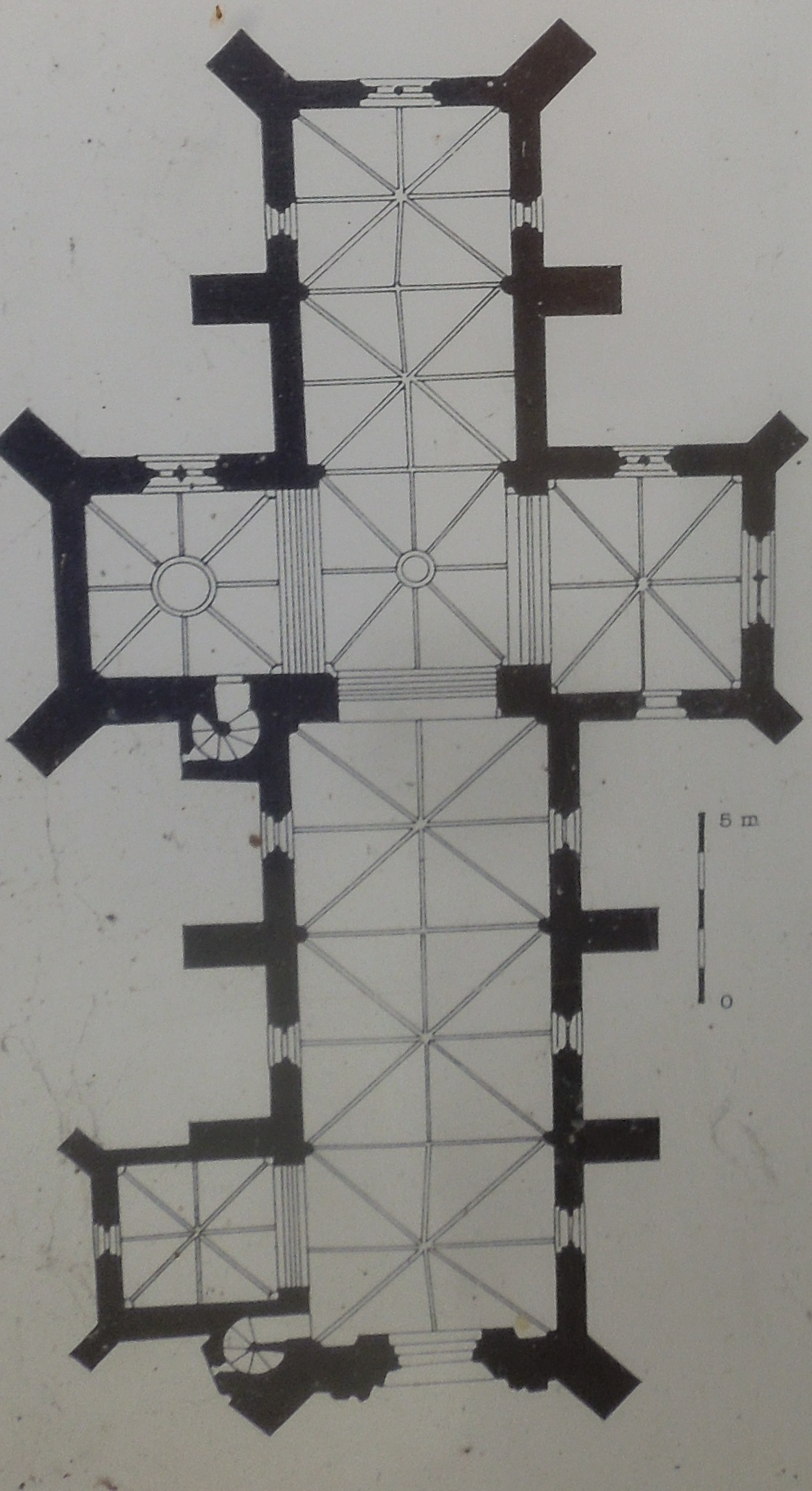
Plan en croix latine et contreforts.

## Galerie d'images

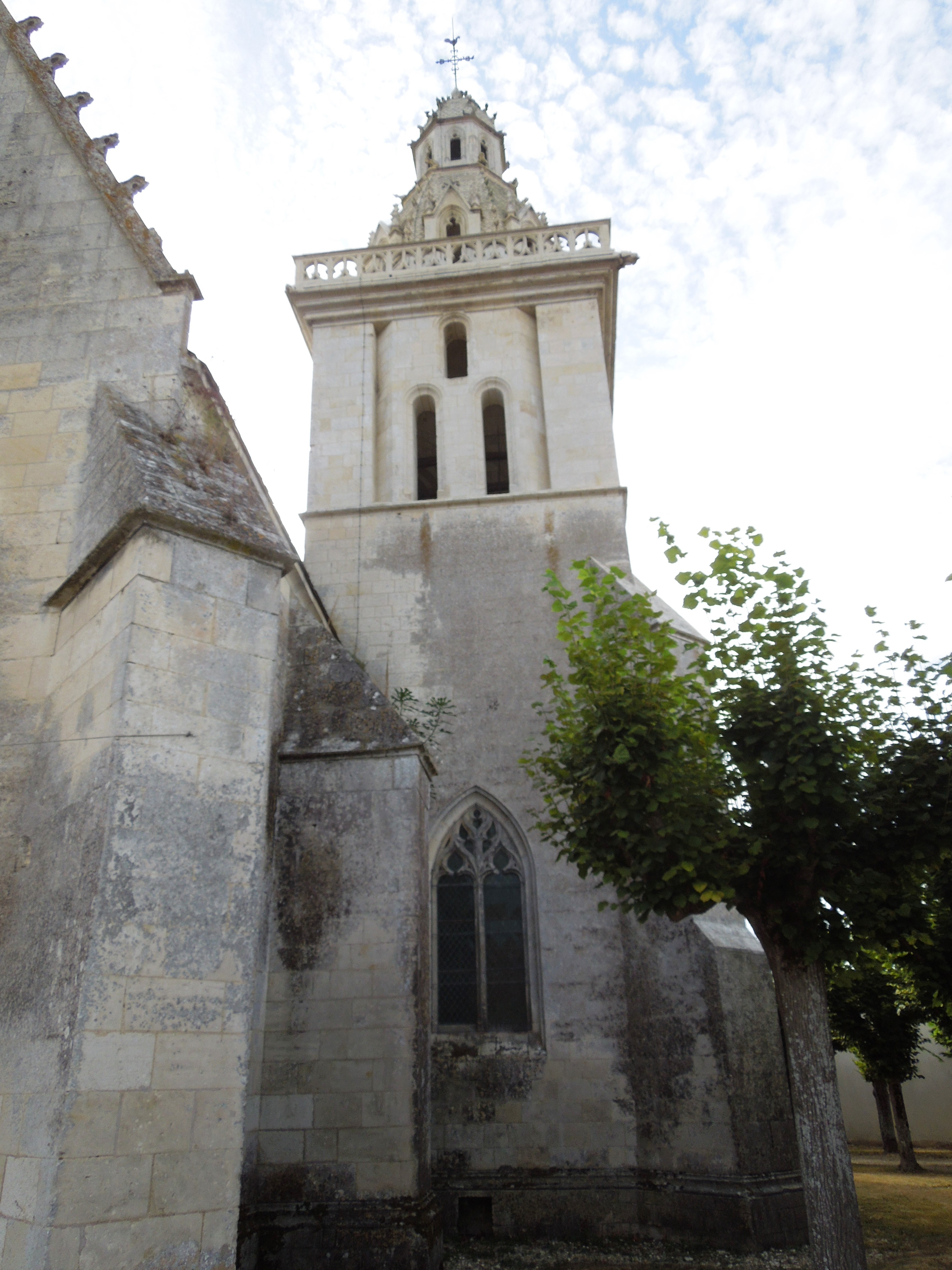
Le clocher,
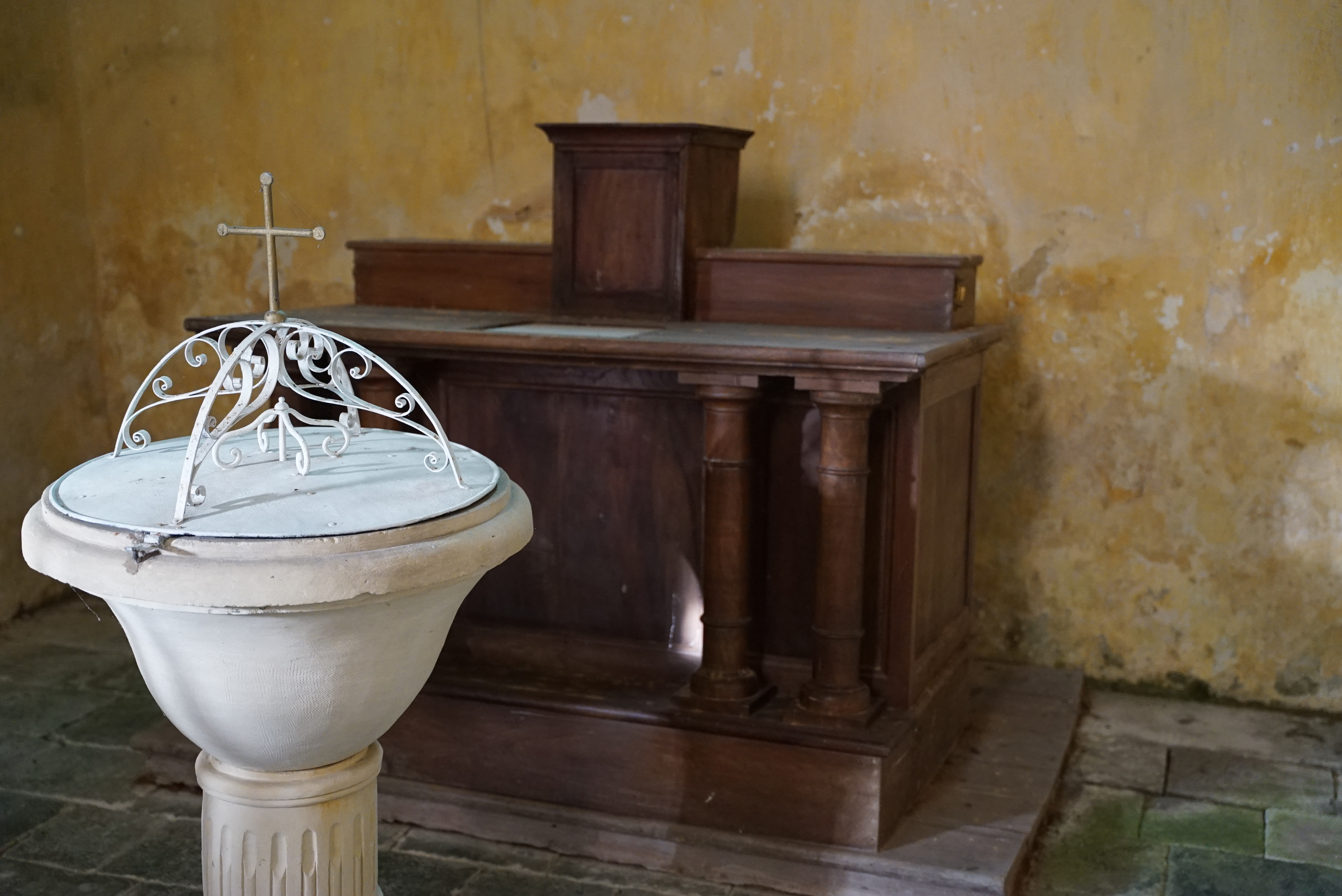
le baptistère,
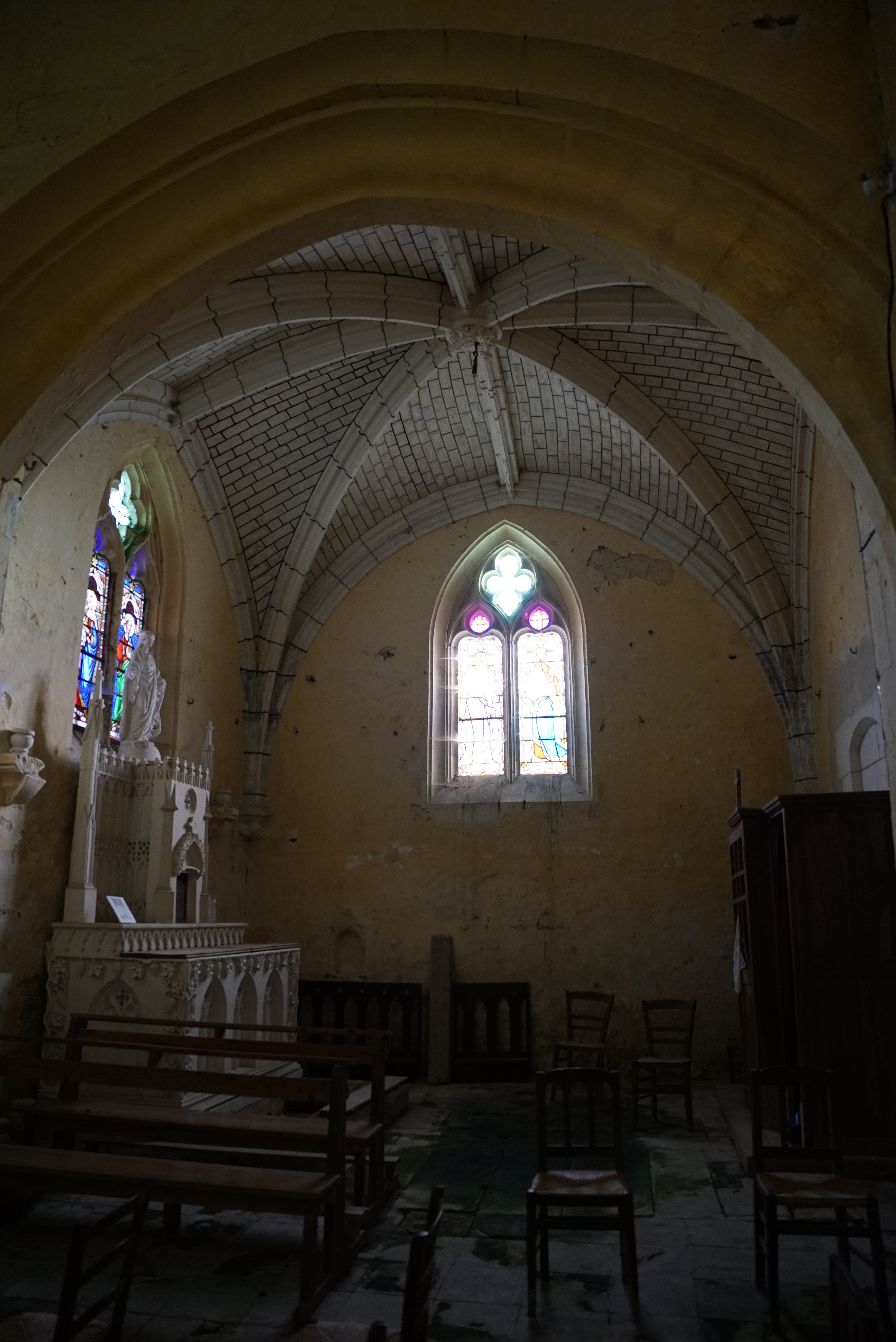
une chapelle latérale,
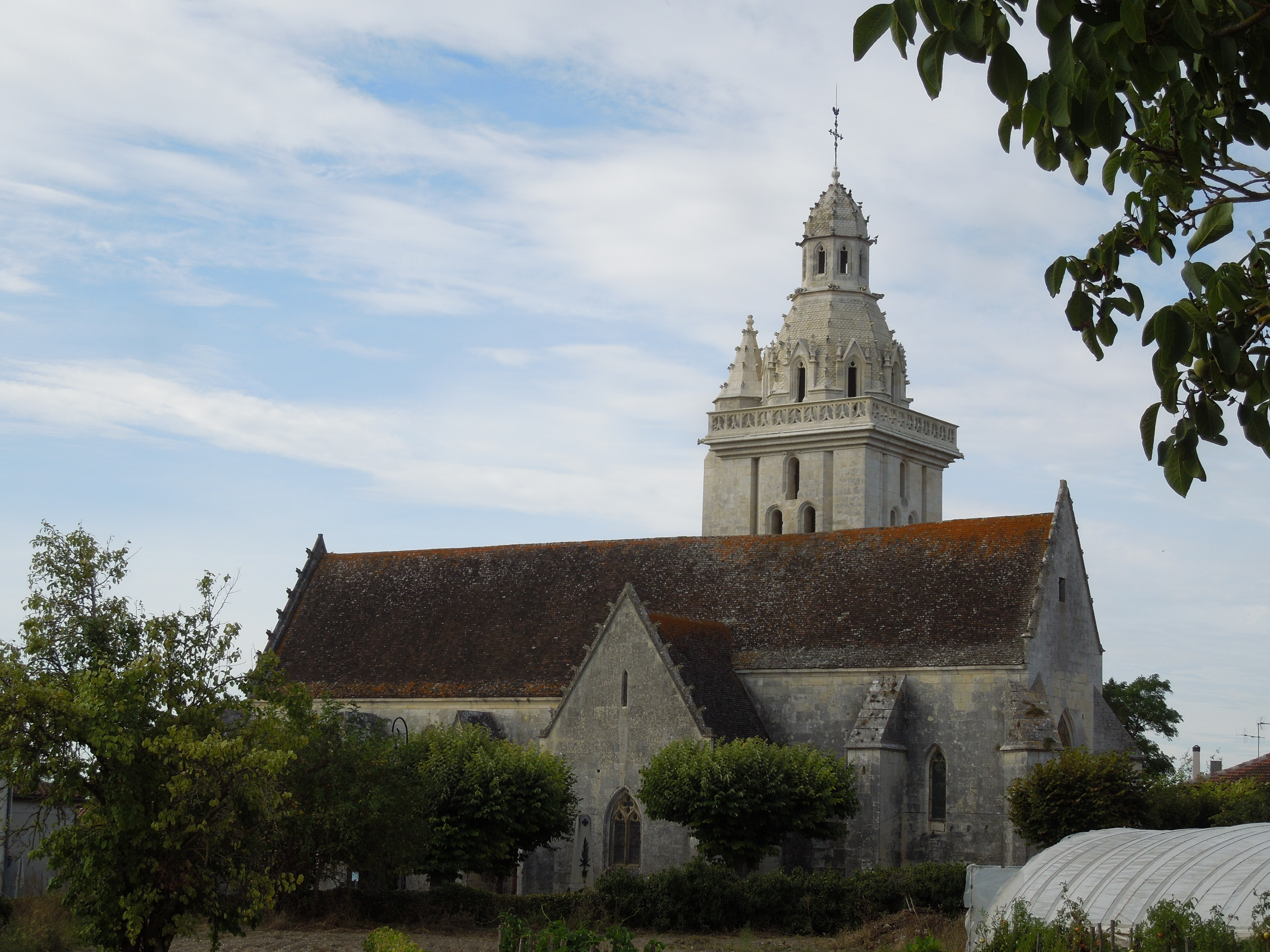
la façade nord,
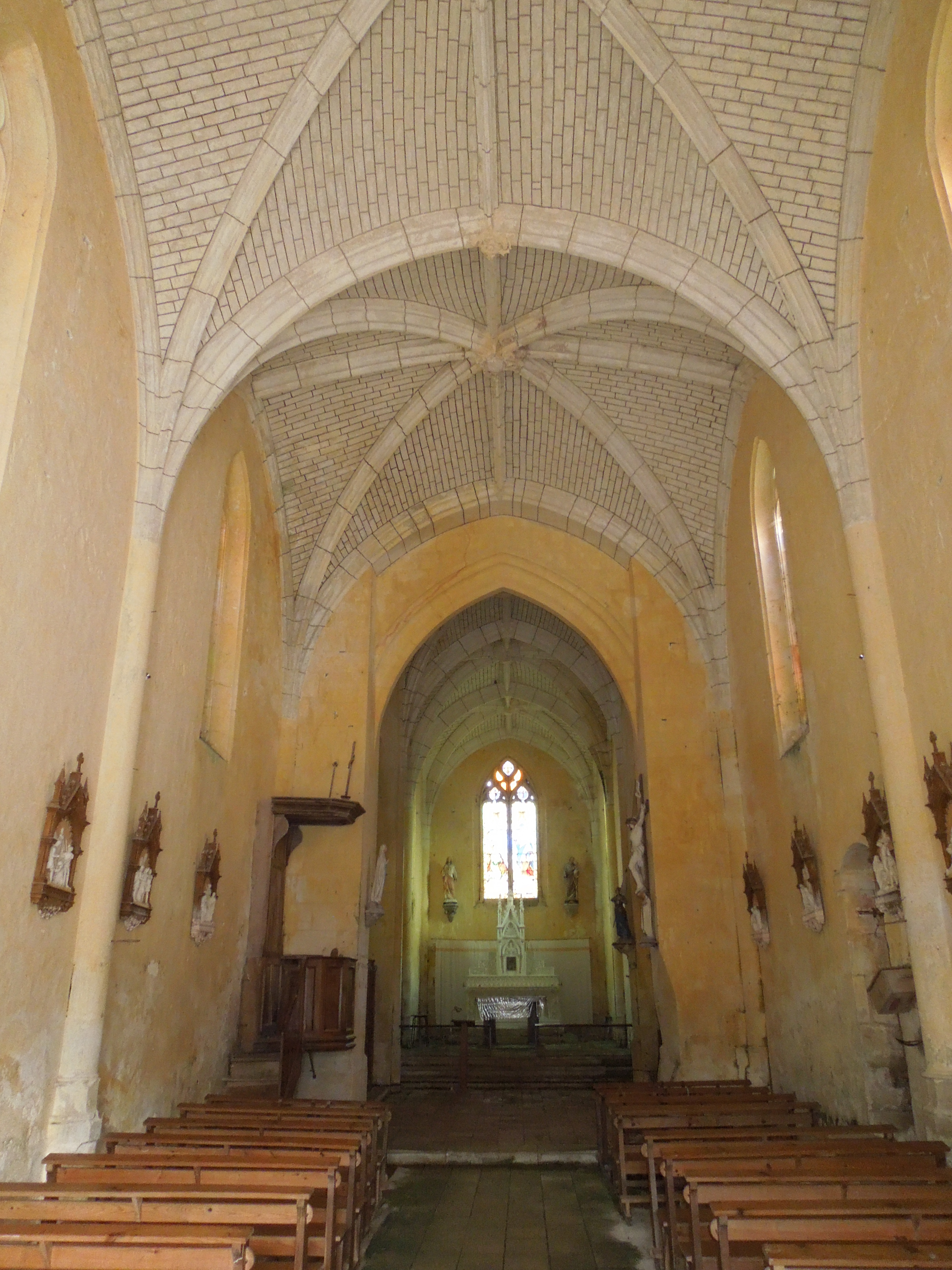
la nef.